# Emmanuel-Philibert de Pingon
Pour les articles homonymes, voir De Pingon.
Emmanuel-Philibert de Pingon (1525-1582), baron de Cusy, seigneur de Premeyzel (en italien Emanuele Filiberto Pingone, barone di Cusago, signore di Primisella, en latin  Emmanuel Philibertus Pingonius, Cusiacensis et Primesellensis dynasta), natif de Chambéry, est issu d'une famille savoisienne originaire du Bugey. Il occupa certains des postes les plus importants des duchés de  Savoie et de Genevois : avocat au Parlement Français de Chambéry en 1549, sous le règne du roi Henri II (1519-1559), premier syndic de Chambéry (1551-1552), président du conseil de Genevois à Annecy en 1559, conseiller d'État, référendaire et historiographe, à Chambéry en 1561, puis à Turin en 1563 du duc Emmanuel-Philibert de Savoie (1528-1580).

## Famille
Emmanuel-Philibert de Pingon est Savoisien, écrivain de langue française et latine.  Il est né le 18 janvier 1525 dans la maison paternelle, rue de la Grenaterie à  Chambéry. Il est mort à Turin le 18 janvier 1582.
- Son arrière-grand-père, Pierre de Pingon [2],  (en latin: Pingonis), ancien notaire de Poncin en Bugey[3],  est le fondateur de la famille noble de Pingon. Il a été appelé à Chambéry pour occuper la fonction anoblissante de secrétaire du duc Louis Ier de Savoie en 1448.
- Son grand-père, Louis Ier de Pingon  [4], est secrétaire  du duc Amédée IX de Savoie  au temps de la régence de la duchesse Yolande de France, entre 1472 et 1478.
- Son père, Louis II de Pingon [5], est secrétaire  avant 1517 du duc Charles III de Savoie . Sa mère est Françoise de Chabeu, fille de Jean de Chabeu, seigneur de Feillens.

Emmanuel-Philibert est l'ainé d'une fratrie de huit enfants, dont quatre garçons et quatre filles. Il épouse le 23 avril 1560, Philiberte du Breul, fille de Bertrand du Breul, seigneur de L'Isle et de La Bastie-sur-Cerdon, maître d'Hôtel du duc Charles III, et de Louise du Chastelard. Son épouse, Philiberte du Breul, est gouvernante des filles de Marguerite de France, duchesse de Savoie , d'où 9 enfants, dont six vivants :
- Jean-Bérold (ou Bérard), baron de Cusy, seigneur du Crest, de Montfort, de Bonvillaret et de La Cueille. Il est né à Cusy dans l'actuel département de la Haute-Savoie, le 4 janvier 1561. Il épouse le 30 avril 1585, Charlotte de Vautravers, fille de Philibert de Vautravers, chevalier, et de Jeanne de Seyssel-La Chambre.  De cette union sont issus trois enfants, dont un garçon, Aimé de Pingon, né en 1592, qui épouse Suzanne de Montmayeur, dont postérité. L'une des filles de Jean-Bérold, Philiberte de Pingon, épouse en 1603, Louis de Sales, seigneur de La Tuille. Le mariage est béni par Saint François de Sales.

- Marguerite, née le 8 novembre 1562, dame d'honneur de  Marguerite de France, duchesse de Savoie, épouse le 22 novembre 1579, Amédée III de Chevron-Villette, maître d'Hôtel, chambellan et conseiller du duc de Savoie, ambassadeur de Savoie en Suisse, surintendant général des mines de Savoie, chef des troupes en Tarentaise. De cette union sont issus six enfants, dont deux garçons et quatre filles.

- Claudine-Lucrèce. Elle épouse André de Poypon, seigneur de Belletruche. De cette union sont nés un fils et deux filles.

- Françoise. Elle épouse Jacques de Verdon, seigneur de Marthod et de Cornilon. De cette union est issu un fils.

- Charles-Emmanuel, chevalier de l'Ordre de Saints-Maurice-et-Lazare. Il épouse le 21 mars 1594 Pétronille de Salins, fille de Jean-François de Salins; seigneur de Marthod et de Cornillon, et de Louise de Rivoire. De cette union sont issus trois garçons et trois filles.

- Louis-Ange, seigneur de Premeysel et de Saint-Ange. Il épouse Suzanne de Chavannes, fille de feu Philippe , seigneur de Reynex, dont il n'a pas de postérité[7].

## Carrière

### Jeunesse
Emmanuel-Philibert de Pingon suit, entre 1534 et 1536, les cours du savant Jean Reynier, d'Angers, maître d'humanités au collège de Chambéry.  Il a pour compagnons Claude de Crescherel, les frères de Cusinens, les frères de Piochet, les frères Richardon, les Duport et Louis Milliet. Puis, il accompagne son professeur, Jean Reynier, à Lyon, pour suivre les cours du collège de la Trinité. Il passe un an au collège de la Trinité, mais ne peut continuer à y travailler, parce qu'il reçoit dans la cuisse un coup d'épée d'un pâtissier avec qui il s'amusait sottement. Puis, recommandé par son allié, le président Meilleret, il est admis au collège d'Annecy, dirigé par Bernard Servetan et Claude Paturel. Là, il étudie quelque temps avec les Pontverre, les Menthon, les Montrottier, les  frères de Mandollaz et Claude de Bellegarde de Montagny.  Emmanuel-Philibert se rend ensuite à Paris en 1540. Il fait déjà preuve de talent poétique en publiant dès l'âge de 15 ans, l'éloge de Guillaume Budé, en vers hexamètres.
Il se rend en 1546 à Padoue pour étudier le droit et la jurisprudence. Il est désigné pour réciter un discours en latin à l'occasion de l'ouverture des études, devant un parterre de cardinaux et un nombreux public: Sa prestation lui vaut d'être nommé vice-recteur de l'Université de Padoue et, à ce titre, député au Sénat de Venise, pour défendre devant les procurateurs, les droits et les privilèges de son Université. Il obtient le grade de docteur en droit en avril 1550, en présence de ses compatriotes savoyards, Louis Milliet, Jean-François de Buttet, Pierre de Roncas et Pierre de Challant.
Emmanuel-Philibert de Pingon et son camarade d'Université Louis Milliet, jurisconsulte et futur président du Sénat de Savoie, vont visiter l'Italie en 1550. Ils resteront liés d'amitié toute leur vie.

### Chambéry: Un premier syndic dynamique
Le duché de Savoie est placé sous l'occupation française entre 1536 et 1559. Ce sont, en conséquence, les représentants du roi François Ier et de son successeur, Henri II qui désignent les Savoyards aux postes de responsabilité du duché .
Son intelligence, ses talents et son dynamisme  font choisir Emmanuel-Philibert de Pingon pour exercer les fonctions de premier syndic de la ville de Chambéry, le 25 novembre 1551 : à l'âge de 26 ans, il  déploie beaucoup d'énergie pour réparer les dégâts provoqués par les inondations de la Leysse. Les murs sont relevés, les digues achevées en un temps record, la rivière est en partie canalisée… Monsieur le premier syndic traduit en vers latins les circonstances vécues par les chambériens et préconise les règles du savoir-vivre et les devoirs incombant aux citoyens.
Il est reçu avocat au Parlement Français de Chambéry sous la direction du président Jean de Truchon. En même temps, l'évêque de Grenoble, Laurent II Alleman de Laval, le nomme official du décanat, et il est pourvu de la prévoté d'Aiguebelle.

### Annecy: Le conseil de Genevois
Emmanuel-Philibert de Pingon est muté à Annecy pour exercer en 1554  les fonctions de collatéral du Conseil de Genevois, organe suprême de la Justice. 
Il est ici précisé que le comté, puis duché de Genevois, dont la capitale est Annecy, est un état constitué en apanage du duché de Savoie, dont la souveraineté incombe à la branche cadette des ducs de Savoie, la branche de Savoie-Nemours,  incarnée par Philippe de Savoie-Nemours et par ses successeurs. Les sujets des deux dynasties sont mis au service des deux pays -  Savoie et  Genevois -  en fonction de leurs besoins. 
Le Conseil de Genevois représente son souverain dans toutes les instances et incarne la plus haute autorité du duché de Genevois. Son président, qui détient le grand sceau d'argent du duc, lorsqu'il s'agit de l'apposer sur des actes importants, est véritablement l'incarnation de l'autorité de la personne du duc de Genevois. Il a préséance sur tous les représentants du duc. Sa fonction est la première de l'apanage après le duc de Genevois.
Pingon va s'employer avec succès à cette fonction  en tant que premier collatéral du Conseil de Genevois, puis de président éphémère en 1560, avant d'être appelé à d'autres fonctions par le duc Emmanuel-Philibert de Savoie. Il a ainsi acquis une expérience qui lui servira plus tard au service de la dynastie de Savoie.

### De Chambéry à Turin: Le Conseiller d'État Référendaire
Le duc Emmanuel-Philibert de Savoie, après sa brillante victoire de Saint-Quentin à la tête des troupes espagnoles de son oncle Charles Quint et de son cousin Philippe II d'Espagne, recouvre la souveraineté de son pays en 1560, en vertu du Traité du Cateau-Cambrésis de 1559. Les Français vont devoir évacuer la Savoie et le nouveau souverain fait appel aux talents des savoyards qui ont forgé leur expérience au cours des années d'occupation.
Il désigne Emmanuel-Philibert de Pingon comme conseiller d'État, référendaire et historiographe: Le poste sera situé à Chambéry en 1561, puis à Turin où se transporte la Cour de Savoie dès 1563, avec armes et bagages - y compris les archives d'État, suivies du fameux Saint Suaire en 1578 -, au détriment de Chambéry. Les deux Emmanuel-Philibert vont travailler d'un commun accord au redressement du pays jusqu'à la mort du duc, survenue le 30 août 1580.
La période de 1560 à 1580 est celle de profondes réformes auxquelles participe le conseiller référendaire du souverain.
L'Université de Turin est rétablie dans toute sa splendeur . Le duc fait appel aux plus célèbres professeurs d'Italie et nomme Emmanuel-Philibert de Pingon, Réformateur des Études Universitaires par lettres patentes du 26 octobre 1562.

### L'historiographe de Savoie
Le chanoine Grillet, auteur du Dictionnaire historique, précise que Pingon s'occupa toute sa vie, de l'histoire de sa patrie et qu'il est le premier de nos historiens qui ait cherché à découvrir la vérité parmi tant de récits fabuleux contenus dans les chroniques mensongères du pays. Toutefois, le Bressan Samuel Guichenon, auteur de l'Histoire généalogique de la Royale Maison de Savoie, publiée à Lyon en 1660, conteste les fières origines que son prédécesseur historiographe avait données à la dynastie de Savoie, en les faisant remonter  aux anciens rois de Saxe, depuis le roi Bérold, neveu de l'Empereur Conrad ! 
Pingon est l'auteur d'une quantité impressionnante de documents manuscrits concernant principalement les histoires de la Maison de Savoie.
Quelques autres manuscrits se rapportent à la généalogie de la famille de Pingon: Emmanuel-Philibert de Pingon  rattache sa famille à une famille Pigon d'Aix-en-Provence, citée dans les œuvres de Pithou, sans rapport apparent avec la sienne, ni avec la Savoie. Le comte Amédée de Foras  indique,  dans son  Armorial et Nobiliaire de l'Ancien duché de Savoie,  qu'en réalité la famille de Pingon descend d'un notaire du XVe siècle.
Emmanuel-Philibert de Pingon entretient une correspondance suivie avec le chancelier Michel de l'Hospital, son ancien condisciple de l'Université de Padoue, et avec les hommes de lettres en Piémont, Italie et en Savoie. Passionné par les inscriptions antiques, il collectionne les médailles romaines dont le professeur Possevin se servit utilement pour composer son Apparat historique. Une médaille à l'antique est frappée à son effigie en 1571., avec l'inscription : PHILIBERTUS PINGONIUS CUSIACI BARO SABAUD. R. Au revers : 2 colombes et l'inscription: SAPIENTER AUDE.

### Le poète
Emmanuel-Philibert de Pingon a écrit un certain nombre de poésies en français et en latin. Il était l'ami de la plupart des poètes du duché de Savoie. Dans son autobiographie, il évoque les poètes qu'il fréquentait avant 1555: "familiarem et habebam Ioannem Boisonaeum, eloquentissimum, Antonium Battanderium, Marcum Claudium Buttetum, Gasparem Lambertum, crucium poetas clarissimos" (Jean de Boyssonné, Antoine Baptendier, Marc-Claude de Buttet, Gaspard de Lambert)".
- Voici un exemple d'une de ses poésies en vers latins[12] composés de distiques élégiaques.

Aux habitants de Chambéry
Qui Superos placat, perfecta debet in urbe, 

Sacrificus, primum jure tenere locum.

Sacrificum sequitur legum jurisque peritus, 

Praemiet ut justos, excrucietque malos. 

Tertius his merito succedet in ordine, miles

Arma ferens, hostes pellat ab urbe procul.

Quartus erit varias pergens mercator ad oras

Mercibus ut cives additet ille suis, 

Artifices, quinta (post illos) sede locantur, 

Nulla diu quibus, urbs vera carere potest.

Rusticus, ut Bacchi, Cererisque alimenta ministret

Urbis in extrema parte locandus erit.

His, licet officium sit dispar, corde sub uno, 

Si coeant simul, urbs florida semper erit.

Publica res omnis, concordi foedere junctos

Si teneat cives, pace fruetur ovans.
E-P de Pingon-Syndic de Chambéry. 1551
- Le Cénacle des poètes de Chambéry

Dans une ode publiée en 1560, Marc-Claude de Buttet décrit le groupe d'écrivains fréquentant son Chambéry natal:
Muses, pourquoi venez-vous m'empêcher? 

Attendu suis d'une troupe fidèle 

Qui par vos dons toujours m'a tenu cher 
.
[...] mon Chambéry m'appelle,

O Paradis de ma félicité,

Si je vais là, tous mes plus favorables 

En m'embrassant me viendront caresser, 

Me faisant voir leurs labeurs mémorables 

Que les longs jours ne pourront renverser. 

De Battandier la joyeuseté brave 

Ses mots fleuris soudain dégorgera 

Et mon Lambert, Pallas ton doux esclave,  

De Cicéron les trésors versera. 

Ramasse y est, et Pingon, à la trace 

Des anciens, ses vers fera bondir, 

Qui sont venus fraichement de Parnasse 

Où Apollon les lui a fait ourdir. 

- Le poète Marc-Claude de Buttet et Emmanuel-Philibert de Pingon ont longtemps échangé  des poèmes en latin et parfois en français. Voici un extrait de l'ode VI du Livre II de Buttet à Pingon:

Or que l'hyver s'approche, 

Pingon, Pingon, vois tu

La Nivolette roche

Haussant son chef pointu, 

Toute de neige blanche:

Et les arbres pressés

De glaçons sur la branche

Se courbant tous lassés?
MC de Buttet-1554. (S., p. 102).
- Un des derniers poèmes connus de Buttet est un éloge de Pingon, un dizain en distiques élégiaques latins publié en 1581 dans une des histoires de Pingon sur la Maison de Savoie, l'Inclytorum Saxoniae Sabaudiaeque principum arbor gentilia[15]. Le poète célèbre Pingon qui grâce à son art a fait sortir de l'oubli les membres de la Maison de Savoie jadis célèbres dans les combats mais dont le gouffre de la mort avait aboli jusqu'au souvenir. Buttet s'adresse ainsi au prince Emmanuel : "Jadis, ô prince Emmanuel, ce jour ultime auquel tout le monde doit obéir, avait enseveli les titres et les noms des tiens et ceux que la Gloire avait  rendu célèbres dans le monde guerrier, c'est l'avide marais de la mort qui les engloutit dans le gouffre de l'Oubli. Mais leur vertu ne put supporter cela, Pingon par l'illustre élégance de sa plume les a fait sortir des ténèbres, tandis qu'il exécute la mission dont tu l'as chargé et tandis qu'il dévoile les trophées de ceux qui ont triomphé dans diverses parties du monde ainsi que la longue généalogie de ta Maison, voici que par ses écrits il élève jusqu'aux cieux tes triomphes et le laurier poétique sera pour lui aussi grand que pour toi le laurier militaire".

En voici le poème original :
Marcus Claudius Buttetus
Patricius Camberiensis
Obruerat quondam titulos nomenque tuorum, 

EMMANUEL, cunctis imperiosa dies 

Et quos evexit bellantem fama per orbem 

Gurgite Lethæo pressit avara palus. 

Non tulit hoc virtus, clara Pingonius arte 

Hos rapit ex tenebris, dum tua iussa parat 

Dumque triumphantum diverso ex orbe trophæa, 

Atque domus reserat stemmata longa tuae : 

Ecce tuos scriptis cælo tulit ille triumphos, 

Tantaque sic illi Laurea, Laurus erit. 

## Ouvrages

### Imprimés
Emmanuel-Philibert de Pingon fut un auteur prolifique, à la fois, poète, historien et généalogiste. Outre les nombreux manuscrits conservés aux Archives de Turin, en provenance de la bibliothèque royale d'Italie, six  ouvrages imprimés sont recensés.
- Augusta Taurinorum, in-fol., Taurini 1577. (Annales des Antiquités de Turin et Recueil de toutes les inscriptions romaines).
- Inclytorum Saxoniae, Sabaudiaeque principum arbor gentilitia, in-fol., Taurini, 1581. (Histoire des Maisons de Saxe et de Savoie).
- Philiberti Pingonii Sabaudi, Cusiacensis baronis Sindon evangelica, in -4.°, Augustae Taurinorum, 1581. (Historique du Saint Suaire).
- Apologie latine de l'Arbre généalogique de la Maison de Savoie, contre Alphonse Del-Bene, évêque d'Alby (Opuscule).
- Traité sur les XII Tables, Turin.
- Emmanuelis Philiberti Pingonii Cusiacensis et Primesellensis dynastae, praesidis a sanctioribus consiliis supplicibusque libellis, archicancellarii vice perfungentis, historici atque poetae clarissimi, Vita a se ipso ad annum usque MDLXVII ante sui obitum XVI, conscripta, et ex idiographo ipsius codice ad-amussim relata, illustrationibus a Josepho Xaverio Nasio Taurinense adjectis, Turin, 1779, in 4.to[16]. (Autobiographie de l'auteur, en latin, publiée tardivement et enrichie de notes érudites par Giuseppe Saverio Nasi[17]).

### Manuscrits
- Antiquitates Allobrogum, seu Historia generalis Sabaudiae, in XXX libros divisa.
- Storia della real casa: storia generale.
- Inventari delle croniche ed altre scriture ritrovate nella casa del fu Filiberto Pingon, e dal suo figliolo d'ordine di S.A. il duca di Savoia rimesse alli Antonio e Ludovico Bagnasacco, vice chiavario ducale, 1582.
- Miscellanea Vernazza.

## Armoiries et devise de la famille noble de Pingon

Armes

- Blasonnement : tiercé en face, le 1er d'argent chaussé d'azur, le 2° d'or, le 3° d'argent chapé d'azur.
- Devise : « SOLI DEO GLORIA. »